# Петабит
Петабит се користи као јединица мере података у рачунарству и износи било 1000 или 1024 терабита, што зависно од интерпретације може да буде:
- 1.000.000.000.000.000 бита (1015, хиљаду билиона) - по СИ систему
- 1.125.899.906.842.624 бита (250) - по „бинарним“ умношцима (пебибит)